# Autoportret (Goya, 1795)
Autoportret (hiszp. Autorretrato) – obraz olejny hiszpańskiego malarza Francisca Goi znajdujący się w kolekcji Muzeum Prado.
Podczas swojego długiego życia Goya wykonał wiele autoportretów – przynajmniej piętnaście jest uznawanych za autorskie, w sumie jest ich ponad trzydzieści. Używał różnych technik: malarstwa, grawerstwa i rysunku. Przedstawiał się także na różne sposoby, np. klasycznie przed sztalugami z atrybutami malarza: Autoportret w pracowni i na wzór Velázqueza i jego Panien dworskich ze swoimi ważnymi klientami: Rodzina Karola IV, Rodzina infanta don Luisa czy Hrabia Floridablanca. Pojawia się także w scenie religijnej Kazanie świętego Bernardyna ze Sieny przed Alfonsem Aragońskim, rodzajowej La novillada (Walka młodych byków), na rysunku ze swoją muzą księżną Albą czy na Autoportrecie z doktorem Arrietą namalowanym jako wotum dziękczynne. Istnieje również kilka podobizn Goi wykonanych przez innych artystów, m.in. przez Vicentego Lópeza (Portret Goi w wieku osiemdziesięciu lat).
Autoportret przedstawia artystę na neutralnym tle, w eleganckim stroju. Siedzi naprzeciwko płótna, które być może właśnie stawia na sztalugach. Sądząc po fryzurze (romantyczne rozczochrane włosy i gęste bokobrody) i ubiorze Goi, dzieło powstało około lat 1795–1797. Pierwszym znanym właścicielem obrazu był Tomás de Berganza, majordomus księżnej Alby. Niewielkie wymiary dzieła sugerują, że mógł to być prezent-pamiątka dla księżnej, z którą łączyła Goyę głęboka przyjaźń.
Zakup obrazu przez Muzeum Prado w 1995 został sfinansowany z olbrzymiej spuścizny Manuela Villaescusa Ferrero, która według jego testamentu miała służyć poszerzaniu zbiorów muzeum.